# Боабы-тюрьмы

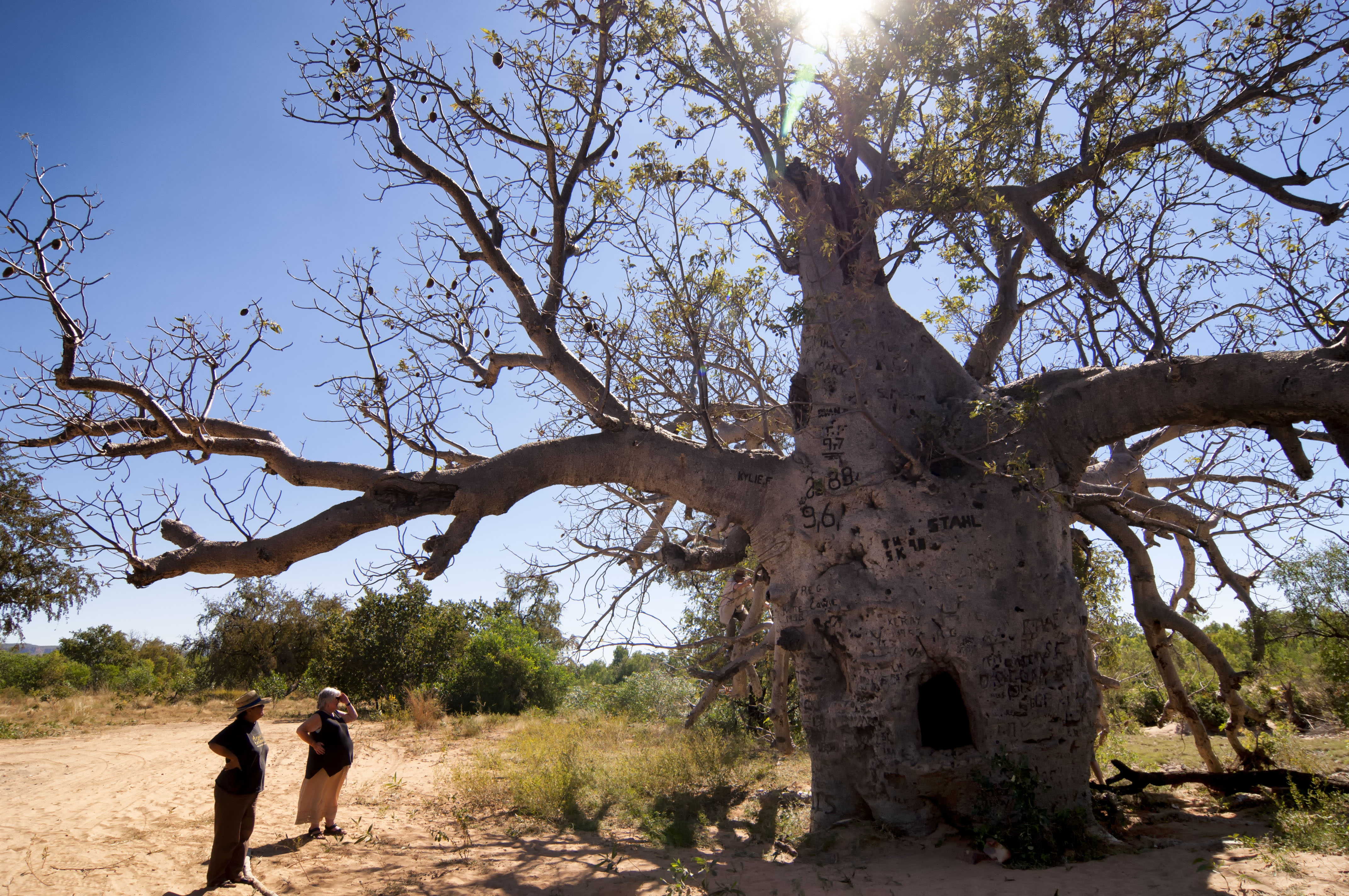
Боаб-тюрьма в Уиндеме.

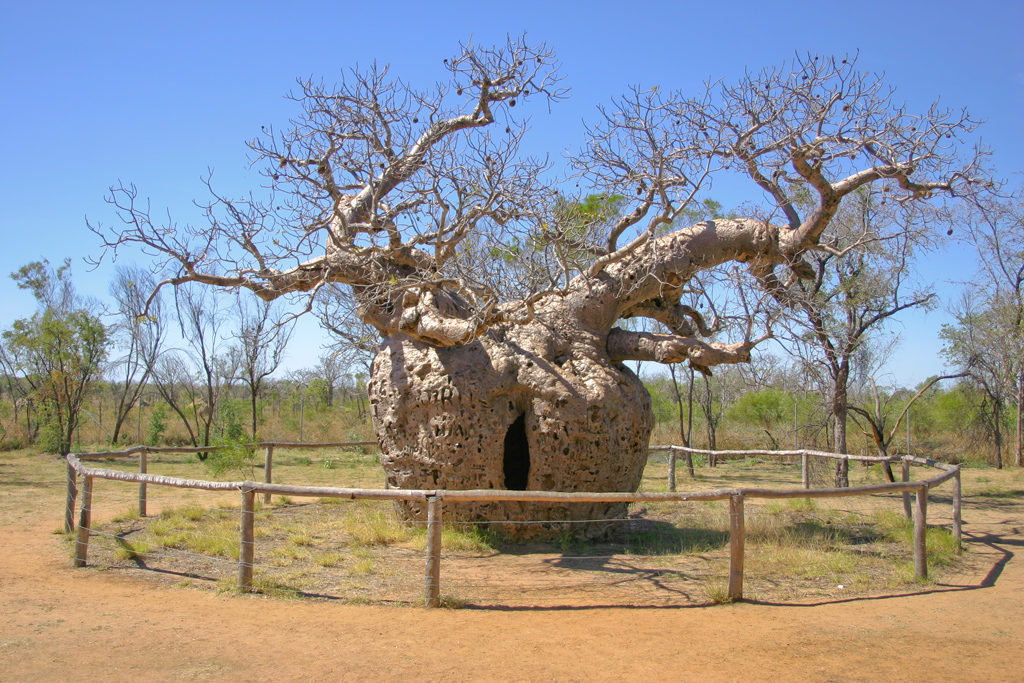
Боаб-тюрьма в Дерби.

Боабы-тюрьмы — деревья-боабы в Австралии, полые стволы которых в конце XIX века, когда Австралия была колониальным владением Великобритании, использовались как своего рода пересыльные тюрьмы для преступников-австралийских аборигенов. Всего известно об использовании в качестве тюрем только двух подобных деревьев, причём безусловная достоверность заключения людей в полости дерева подтверждена только для одного из них.
Наиболее известным является боаб-тюрьма Уиндема — большое полое дерево 9 м в высоту и 15 м в обхвате, произрастающее в 40 км от указанного города, недалеко от дороги Кинг-Ривер-Роуд. Ранее это дерево было известно под названием «Тюрьма Хиллгроув», о чём свидетельствует соответствующая надпись, вырезанная на стволе, а само дерево якобы носило название полицейского участка. В 1890 году местные полицейские через отверстия около верхних ветвей дерева обнаружили, что внутри оно полое, и вырезали в нём «камеру-дупло» площадью около 9 м², якобы способную вмещать до 30 человек, хотя это может быть преувеличением. Обычно заключённых оставляли в дереве не более чем на одну ночь во время этапирования их в Уиндем, где суд выносил им приговоры. Если одновременно арестовывалось большое количество заключённых, не помещавшихся в дупло приковывали на ночь к наружной части дерева цепями. Некоторым из таких заключённых, по сообщениям, удавалось бежать. Уже в начале 1900-х годов дерево стало туристической достопримечательностью.
В 7 км от Дерби расположен большой полый боаб 14 м в обхвате с огромным дуплом, который, по некоторым данным, также использовался в 1880-е годы как временная тюрьма для аборигенов, которых белые поселенцы захватывали в Кимберли и свозили в Дерби работать ловцами жемчуга. В статье, датированной 1966 годом, указывается, что никаких достоверных сведений об использовании этого дерева в качестве тюрьмы нет; существование боаба-тюрьмы Уиндема в той же статье не подвергается сомнению.